# Sis (film 1915)
Sis è un cortometraggio muto del 1915 diretto da George Ridgwell.

## Produzione
Il film fu prodotto dalla Vitagraph Company of America.

## Distribuzione
Distribuito dalla General Film Company, il film - un cortometraggio in una bobina - uscì nelle sale cinematografiche statunitensi l'11 novembre 1915.